# Philippe de Wouters d'Oplinter
Philippe Antoine Joseph de Wouters d'Oplinter, ook de Wouters d'Oplinter de Bouchout, (Tienen, 18 april 1783 - Vertrijk, 6 november 1856) was een Belgisch senator en burgemeester.

## Levensloop
De Wouters was de zevende van de tien kinderen van Jean-Lambert de Wouters d'Oplinter de Bouchout (1743-1824) en van Elisabeth Rega (1750-1835). Jean-Lambert verkreeg in 1820 adelserkenning, met de titel van ridder voor hem en al zijn nakomelingen. Philippe trouwde met Marie-Thérèse Lunden de ter Elst (1794-1881) en ze hadden eveneens tien kinderen, onder wie volksvertegenwoordiger Léon de Wouters d'Oplinter.
Philippe de Wouters werd inspecteur van waters en bossen in de provincie Brabant (1815-1830).
In 1835 werd hij verkozen tot katholiek senator voor het arrondissement Leuven en vervulde dit mandaat tot aan zijn dood.
Hij was ook burgemeester van Vertrijk van 1824 tot 1845.